# Едуард Мертке
Едуард Мертке (17 червня 1833, Рига — 25 вересня 1895, Кельн) — німецький композитор, піаніст та музичний педагог.

## Життєпис

Двісти украінських пісень (Ляйпціґ-Вінтертур, 1866)

Мертке народився в Ризі в тодішній Російській імперії в родині балтійських німців. Вивчав музику в Ризі, Санкт-Петербурзі, Москві, а після 1853 року в Лейпцигу в Альбрехта Агте. З деяких джерел, уперше з'явився перед аудиторією як піаніст вже у віці десяти років, а до 1850 року грав у Санкт-Петербурзі та Москві. З 1859 року подорожував піаністом, а потім працював вчителем фортепіано в сучасній Німеччині до 1869 року, коли став професором в консерваторії в Кельні. Директор музичної школи у Швейцарії. Помер у Кельні.
Автор трьох опер — «Ліза, або Мова сердець» (1872), «Резі фон Гемзенштайг» та «Кирило з Солуні» (постановка посмертно в Росії). Також писав кантати, твори для фортепіано, гімни, пісні.  Він також був редактором творів інших композиторів і складав аранжування для музики інших композиторів.
У 1866 році видав у ляйпціґсько-вінтертурському видавництві Ріттера Бідерманна збірник українських пісень «Двісти українських пісень. Співи і слова зібрав: Марко Вовчок». Ці українські народні пісні зібрав Опанас Маркович, який передав їх спочатку своїй дружині Марії Вілінській закордон в Париж, а та в свою чергу переслала близько 210 українських народних пісень Мертке, який провів їх гармонізацію. Із запланованих до видання 8 зошитів збірки «Двісті українських пісень», 1866 року був виданий лише перший зошит, до якого увійшло 25 пісень (Лейпціг-Вінтертур, 1864).